# Tebaldo II di Blois
Tebaldo II di Blois in francese Thibaut II de Blois (981 circa – 11 luglio 1004) fu conte di Blois, Chartres, Châteaudun, Tours, Provins e Reims, dal 995 fino alla sua morte.

## Origine
Tebaldo, secondo il documento n° III del Cartulaire de Marmoutier pour le Dunois, era il figlio del conte di Blois, di Tours, di Chartres, di Châteaudun, di Tours, di Provins e di Reims, Oddone I di Blois e di Berta di Borgogna, che secondo il Hugonis Floriacensis, Liber qui Modernorum Regum Francorum continet Actus 9 era figlia del re di Arles o delle due Borgogne, Corrado III il Pacifico e della sua seconda moglie (come ci conferma la Chronica Albrici Monachi Trium Fontium), Matilde di Francia (943-980).
Oddone I di Blois, come conferma il Rodulfi Glabri, Historiarum III era figlio del conte di Blois, di Tours, di Chartres e di Châteaudun, Tebaldo I di Blois e della sorella di Erberto III d'Omois, Liutgarda di Vermandois, che, secondo il monaco e scrittore normanno, Guglielmo di Jumièges (anche se non la nomina), era la figlia femmina (secondogenita) del conte di Vermandois, di Meaux, di Soissons e di Madrie e di Vexin, signore di Peronne, Senlis e San Quintino e futuro conte di Troyes, Erberto II (880 – 943) e di Adele (ca. 895- ca. 931), l'unica figlia del marchese di Neustria e futuro re di Francia, Roberto I.

## Biografia

Blasone originale dei conti di Blois.

Tebaldo viene citato in un documento del 989, inerente a una donazione: infatti nel documento n° XXIV delle Chartes Vendômoises, compare come testimone assieme al padre, Oddone I, ed al fratello, Oddone.
Nel 996, alla morte del padre, Tebaldo gli subentrò nei titoli e nel governo dei territori delle contee; infatti il documento n° VI della raccolta di documenti riguardanti Oddone, Eudes, comte de Blois, de Tours, de Chartres, de Troyes et de Meaux, di quello stesso anno, conferma che i fratelli, Tebaldo e Oddone, definiti conti, assieme alla loro madre, Berta, confermano la donazione fatta dal loro padre, Oddone I, alla abbazia di Bourgueil.
Della madre Berta, da poco vedova, si era perdutamente innamorato il re di Francia, Roberto II, che avrebbe voluto sposarla, non ottenne il permesso di potersi risposare, sia dal papa Gregorio V che dal re Ugo Capeto, padre di Roberto dato che erano cugini di terzo grado.
Sempre nel 996, alla morte di Ugo Capeto, Roberto divenne re di Francia e pochi mesi dopo sposò, in seconde nozze, pur con l'opposizione di Papa Gregorio V, la cugina Berta, mirando alla successione al regno di Arles o delle due Borgogne. Tebaldo divenne così il figliastro del re di Francia. Fu così che nel 997 il Papa gli inflisse sette anni di penitenza e minacciò la scomunica (che poi fu comminata) ai due coniugi e l'interdetto al regno di Francia, se non si fossero separati.
Tebaldo molto probabilmente lasciò il governo delle contee al fratello Oddone, in quanto seguì la vocazione religiosa; infatti un documento di cui non si conosce la data esatta del Cartulaire de Marmoutier pour le Blésois (non consultato) riporta di una donazione fatta dalla madre Berta all'abbazia di Marmoutier, assieme al figlio Tebaldo, citato come vescovo.
Tebaldo II, nel 1004, morì, senza lasciare eredi e gli succedette il fratello minore, il secondogenito Oddone: infatti nel documento n° III del Cartulaire de Marmoutier pour le Dunoi, inerente ad una donazione, datato 1004, Oddone lo firma col titolo di conte assieme alla madre che, nonostante si fosse separata da Roberto II, continuò ad attribuirsi il titolo di regina (Bertæ reginæ, Odonis comitis filii ius), mentre il fratello non compare più.
Secondo un documento del capitolo V del Chartres Saint-Père I, Liber Quintus, datato 1024 (non consultato), risulta che Tebaldo fu sepolto nell'Abbazia di SanPietro a Chartres.

## Discendenza
Di Tebaldo II non si conosce alcuna discendenza.

## Ascendenza
|                         |                        |                          | Genitori                |  |  | Nonni |  |  | Bisnonni                    |  |  | Trisnonni |  |
|                         |                        |                          |                         |  |  |       |  |  | Tebaldo il Vecchio di Blois |  |  | …         |  |
|                         |                        |                          |                         |  |  |       |  |  | Tebaldo il Vecchio di Blois |  |  | …         |  |
|                         |                        | …                        |                         |  |  |       |  |  | Tebaldo il Vecchio di Blois |  |  |           |  |
| Tebaldo I di Blois      |                        |                          |                         |  |  |       |  |  | Tebaldo il Vecchio di Blois |  |  |           |  |
|                         |                        | …                        | …                       |  |  |       |  |  |                             |  |  |           |  |
|                         |                        | …                        | …                       |  |  |       |  |  |                             |  |  |           |  |
|                         |                        | …                        | …                       |  |  |       |  |  |                             |  |  |           |  |
| Oddone I di Blois       |                        | …                        |                         |  |  |       |  |  |                             |  |  |           |  |
|                         |                        | Erberto II di Vermandois | Erberto I di Vermandois |  |  |       |  |  |                             |  |  |           |  |
|                         |                        | Erberto II di Vermandois | Erberto I di Vermandois |  |  |       |  |  |                             |  |  |           |  |
|                         |                        | Erberto II di Vermandois | Liutgarda di Morvois    |  |  |       |  |  |                             |  |  |           |  |
| Liutgarda di Vermandois |                        | Erberto II di Vermandois |                         |  |  |       |  |  |                             |  |  |           |  |
|                         |                        | Adele di Neustria        | Roberto I di Francia    |  |  |       |  |  |                             |  |  |           |  |
|                         |                        | Adele di Neustria        | Roberto I di Francia    |  |  |       |  |  |                             |  |  |           |  |
|                         |                        | Adele di Neustria        | Adele del Maine         |  |  |       |  |  |                             |  |  |           |  |
| Tebaldo II di Blois     |                        | Adele di Neustria        |                         |  |  |       |  |  |                             |  |  |           |  |
|                         | Rodolfo II di Borgogna | Rodolfo I di Borgogna    |                         |  |  |       |  |  |                             |  |  |           |  |
|                         | Rodolfo II di Borgogna | Rodolfo I di Borgogna    |                         |  |  |       |  |  |                             |  |  |           |  |
|                         | Rodolfo II di Borgogna | Willa di Provenza        |                         |  |  |       |  |  |                             |  |  |           |  |
| Corrado III di Borgogna | Rodolfo II di Borgogna |                          |                         |  |  |       |  |  |                             |  |  |           |  |
|                         |                        | Berta di Svevia          | Burcardo II di Svevia   |  |  |       |  |  |                             |  |  |           |  |
|                         |                        | Berta di Svevia          | Burcardo II di Svevia   |  |  |       |  |  |                             |  |  |           |  |
|                         |                        | Berta di Svevia          | Regelinda               |  |  |       |  |  |                             |  |  |           |  |
| Berta di Borgogna       |                        | Berta di Svevia          |                         |  |  |       |  |  |                             |  |  |           |  |
|                         |                        | Luigi IV di Francia      | Carlo III di Francia    |  |  |       |  |  |                             |  |  |           |  |
|                         |                        | Luigi IV di Francia      | Carlo III di Francia    |  |  |       |  |  |                             |  |  |           |  |
|                         |                        | Luigi IV di Francia      | Eadgifu d'Inghilterra   |  |  |       |  |  |                             |  |  |           |  |
| Matilde di Francia      |                        | Luigi IV di Francia      |                         |  |  |       |  |  |                             |  |  |           |  |
|                         |                        | Gerberga di Sassonia     | Enrico I di Sassonia    |  |  |       |  |  |                             |  |  |           |  |
|                         |                        | Gerberga di Sassonia     | Enrico I di Sassonia    |  |  |       |  |  |                             |  |  |           |  |
|                         |                        | Gerberga di Sassonia     | Matilde di Ringelheim   |  |  |       |  |  |                             |  |  |           |  |
|                         |                        | Gerberga di Sassonia     |                         |  |  |       |  |  |                             |  |  |           |  |

### Fonti primarie
- (LA)  Rodulfi Glabri Historiarum Libri Quinque.
- (LA)  Monumenta Germaniae Historica, Scriptores, tomus VII.
- (LA)  Monumenta Germaniae Historica, Scriptores, tomus IX.
- (LA)  Monumenta Germaniae Historica, Scriptores, tomus XXIII.
- (LA)  Cartulaire de Marmoutier pour le Dunois.
- (LA)  Historiæ Normannorum Scriptores Antiqui.
- (FR)  Eudes, comte de Blois, de Tours, de Chartres, de Troyes et de Meaux.

### Letteratura storiografica
- Louis Halphen, "La Francia dell'XI secolo", cap. XXIV, vol. II (L'espansione islamica e la nascita dell'Europa feudale) della Storia del Mondo Medievale, 1999, pp. 770–806.
- (FR)  Chartes Vendômoises.